# Квадратна једначина
Квадратна једначина је у математици полиномијална једначина другог степена. Имплицитни облик потпуне квадратне једначине гласи:
{\displaystyle ax^{2}+bx+c=0,\,\!}
где је a ≠ 0. (За a = 0, једначина постаје линеарна.)
Слова a, b, и c се називају коефицијентима: квадратни коефицијент  је коефицијент уз x2, линеарни коефицијент  је коефицијент уз x, а c је слободан члан.
Квадратна једначина увек има два решења.

## Квадратна формула
Квадратна једначина са реалним (или комплексним) коефицијентима има два (не обавезно различита) решења, која се називају коренима. Решења могу бити реална или комплексна, а дата су формулом:
{\displaystyle x={\frac {-b\pm {\sqrt {b^{2}-4ac}}}{2a}},}
где ± означава да су и
| {\displaystyle x_{1}={\frac {-b+{\sqrt {b^{2}-4ac}}}{2a}}} | и | {\displaystyle \ x_{2}={\frac {-b-{\sqrt {b^{2}-4ac}}}{2a}}} |
решења дате квадратне једначине.

## Дискриминанта
У горњој формули, испод квадратног корена присутан израз:
{\displaystyle \Delta =b^{2}-4ac,\,\!}
се назива дискриминантом квадратне једначине.
Квадратна једначина са реалним коефицијентима може имати један или два различита реална корена, или два различита комплексна корена. У овом случају, дискриминанта одређује број и природу корена. Постоје три случаја:
- Ако је дискриминанта позитивна добијају се реална и различита решења. Код квадратних једначина са целобројним коефицијентима, ако је дискриминанта савршен квадрат, онда су корени рационални бројеви, док у осталим случајевима могу бити ирационални.
- Ако је дискриминанта једнака нули, постоји само једно решење једначине, и оно је реалан број. Он се некада назива двоструким кореном, а његова вредност је:
{\displaystyle x=-{\frac {b}{2a}}.\,\!}
- Ако је дискриминанта негативна, решења су комплексни бројеви, и постоје два различита комплексна корена, који су комплексни конјугати један другог:
{\displaystyle {\begin{aligned}x&={\frac {-b}{2a}}+{\frac {\sqrt {4ac-b^{2}}}{2a}}i,\\x&={\frac {-b}{2a}}-{\frac {\sqrt {4ac-b^{2}}}{2a}}i,\\i^{2}&=-1.\end{aligned}}}

Дакле, корени су различити ако и само ако је дискриминанта различита од нуле, а реални су ако и само ако дискриминанта није негативна.

## Геометрија
Корени квадратне једначине
{\displaystyle ax^{2}+bx+c=0,\,}
су такође нуле квадратне функције:
{\displaystyle f(x)=ax^{2}+bx+c,\,}
јер су то вредности x за које је
{\displaystyle f(x)=0.\,}
Ако су a, b и c реални бројеви, и домен функције f је скуп реалних бројева, онда су нуле функције f тачно x-координате тачака где график функције додирује x-осу.
Из овога следи да ако је дискриминанта позитивна, график додирује x-осу у две тачке, ако је дискриминанта једнака нули, онда је додирује у једној тачки, а ако је негативна, онда график не додирује x-осу.

## Квадратна факторизација
Вредност
{\displaystyle x-r,\,}
дели полином
{\displaystyle ax^{2}+bx+c,\ }
ако и само ако је r корен квадратне једначине
{\displaystyle ax^{2}+bx+c=0.\ }
Из квадратне формуле следи да
{\displaystyle ax^{2}+bx+c=a\left(x-{\frac {-b+{\sqrt {b^{2}-4ac}}}{2a}}\right)\left(x-{\frac {-b-{\sqrt {b^{2}-4ac}}}{2a}}\right).\ }
У посебном случају када квадратна једначина нема два различита корена (то јест, када је дискриминанта једнака нули), квадратни полином се може фактористи као
{\displaystyle ax^{2}+bx+c=a\left(x+{\frac {b}{2a}}\right)^{2}.\,\!}

## Примена на једначине вишег реда
Одређене једначине вишег реда се могу лако решити помоћу квадратних једначина. На пример:
{\displaystyle 2x^{6}-3x^{3}+5=0,\,}
се може записати као
{\displaystyle 2u^{2}-3u+5=0,\ }
где је
{\displaystyle u=x^{3}\ }.
Највећи експонент мора бити двоструко већи од експонента средњег сабирка. Ова једначина се може решити директно или коришћењем једноставне смене, помоћу метода за решавање квадратних једначина.
Уопштено говорећи, ако је полином квадратни за неку променљиву u где је
{\displaystyle u=x^{n}\,\;}
онда се квадратна једначина може користити за лакше проналажење решења.

## Историја
Вавилонски математичари су знали да реше задатке у којима се тражила површина или странице правоугаоника, већ око 1800. године пр. н. е, као што показују сачуване глинене таблице из времена Старог вавилонског царства. Постоје докази на основу којих се тај поступак датира чак у време владавине III династије Ура. У савременој нотацији, задаци су, обично, подразумевали решавање система који су чиниле две једначине облика:
{\displaystyle x+y=p,\ \ xy=q}
а које су еквивалентне једначини:‍:86
{\displaystyle x^{2}+q=px}
Вавилонски писари наводе следеће кораке за решавање споменутог проблема одређивања непознатих елемената правоугаоника:
1. Израчунати половину од p.
2. Квадрирати добијени резултат.
3. Одузети q.
4. Одредити квадратни корен добијеног броја коришћењем таблице квадрата.
5. Сабрати резултате добијене у корацима (1) и (4) како би се добило x. У суштини, овај поступак је еквивалентан коришћењу формуле {\displaystyle x={\frac {p}{2}}+{\sqrt {\left({\frac {p}{2}}\right)^{2}-q}}}.

Геометријске методе за решавање квадратних једначина коришћене су у Вавилону, Египту, Грчкој, Кини и Индији. Египатски папирус који датира негде из времена Средњег краљевства (од 2050. п. н. е. до 1650. п. н. е.) а данас се чува у Берлину, па је познат као Берлински папирус, даје решење непотпуне квадратне једначине која има два члана. У индијским списима Шулба султре, око 8. века п. н. е., квадратне једначине облика ax2 = c and ax2 + bx = c су испитиване коришћењем геометријских метода. У Старом Вавилону око 400. п. н. е. и у Кини око 200. п. н. е. у употребу улази геометријска метода дисекције за решавање квадратних једначина са позитивним коренима. Правила за решавање квадратних једначина могу се наћи у старокинеском математичком тексту под називом Девет књига о математичкој вештини. Ни у једном од тих раних геометријских метода коришћених за одређивање решења квадратне једначине нема назнака опште формуле. Грчки математичар Еуклид нашао је, око 300. п. н. е., апстрактнији геометријски начин за решавање. Захваљујући чисто геометријском приступу Питагора и Еуклид заслужни су за проналажење општег начина одређивања решења квадратне једначине. Грчки математичар Диофант решио је квадратну једначину у својој Аритметици, али је дао само један корен, чак и у ситуацијама када су оба корена позитивна.
Године 628., Брамагупта је дао прво експлицитно (мада још увек не потпуно опште) решење квадратне једначине:
{\displaystyle \ ax^{2}+bx=c}
| „ | Апсолутном броју помноженим четири пута [коефицијентом] квадрата, додај квадрат [коефицијента] средњег члана; квадратни корен овога, мање [коефицијент] средњег члана подељен двоструким [коефицијентом] квадрата је вредност. (Brahmasphutasiddhanta (Colebrook translation. 1817. pp. 346)| ” |

Ово је еквивалентно са:
{\displaystyle x={\frac {{\sqrt {4ac+b^{2}}}-b}{2a}}}

## Образац за рачунање корена квадратне једначине
Начин извођења обрасца за проналажење решења квадратне једначине може се видети у следећем примеру:
Дата је квадратна једначина са реалним коефицијентима :{\displaystyle a,b,c\,}
{\displaystyle ax^{2}+bx+c=0\,}
Сада ћемо поделити целу једначину са првим коефицијентом (односно поделићемо је са :{\displaystyle a\,})
{\displaystyle x^{2}+{\frac {b}{a}}x+{\frac {c}{a}}=0\,}
У следећем кораку је потребно направити квадрат бинома:
{\displaystyle (x+{\frac {b}{2a}})^{2}-{\frac {b^{2}}{4a^{2}}}+{\frac {c}{a}}=0\,}
Затим се познате пребаце на десну страну:
{\displaystyle (x+{\frac {b}{2a}})^{2}={\frac {b^{2}}{4a^{2}}}-{\frac {c}{a}}\,}
Среди се десна страна:
{\displaystyle (x+{\frac {b}{2a}})^{2}={\frac {b^{2}-4ac}{4a^{2}}}\,}
Сада је потребно изразити {\displaystyle x+{\frac {b}{2a}}\,}:
{\displaystyle x+{\frac {b}{2a}}=\pm {\sqrt {\frac {b^{2}-4ac}{4a^{2}}}}\,}
Односно, то је:
{\displaystyle x+{\frac {b}{2a}}={\frac {\pm {\sqrt {b^{2}-4ac}}}{2a}}\,}
И када се пребаци {\displaystyle {\frac {b}{2a}}\,} на десну страну:
{\displaystyle x=-{\frac {b}{2a}}\pm {\frac {\sqrt {b^{2}-4ac}}{2a}}\,}
И на крају када се среди, добија се познати образац за израчунавање корена квадратне једначине:
{\displaystyle x={\frac {-b\pm {\sqrt {b^{2}-4ac}}}{2a}}\,}
Бакшали рукопис из Индије, датиран у 7. век је садржавао алгебарску формулу за решавање квадратних једначина. Мухамед Ал Хорезми (Персија, 9. век) је развио скуп формула које су радиле за позитивна решења. Абрахам бар Хија (познат и под латинским именом Савасорда) је у Европи увео комплетно решење у својој књизи Liber embadorum из 12. века. Баскара II (1114. – 1185), индијски математичар и астроном, је дао прво опште решење квадратне једначине са два корена.
Списи кинеског математичара Јанг Хуија (1238—1298) су први у којима се појављују квадратне једначине са негативним коефицијентима од 'x', мада он ово приписује Лиу Јиу.